# Veneira de Roques
Veneira de Roques (llamada oficialmente A Veneira de Roques) es una aldea española situada en la parroquia de Ferreiros, del municipio de Puebla del Brollón, en la provincia de Lugo, Galicia.

## Geografía
La aldea está situada a 969 metros de altitud en el extremo este del municipio, en plena Sierra del Caurel. Sólo es posible acceder a la aldea por una carretera que sube desde Puebla del Brollón. 

## Historia
El origen de la aldea lo encontramos en sus minas, que se explotaron antiguamente pero que en la actualidad están cerradas.

## Demografía
| Gráfica de evolución demográfica de Veneira de Roques entre 2000 y 2019 |
|                                                                         |
| Datos según el nomenclátor publicado por el INE.                        |

## Patrimonio
Hay una pequeña capilla en honor a Santa María Magdalena, patrona de la localidad, en la que se celebran misas ocasionalmente. 

## Festividades
Las fiestas se celebran en el mes de julio en honor a la patrona.